# Al-Darbasiyah
Al-Darbasiyah (arapski: الدرباسية, kurdski: Dirbêsiyê) je sirijski grad na granici s Turskom, nasuprot turskog grada Senyurta. Administrativno pripada pokrajini Al-Hasakah. Prema sirijskom Državnom zavodu za statistiku (DZS), grad al-Darbasiyah je 2004. imao 8.551 stanovnika, prema tadašnjem popisu stanovništva (prije rata). Grad je administrativno središte istoimene nahije koje se sastoji od 113 naselja s 55.614 stanovnika (podaci iz 2004.).
Većina stanovnika grada su Kurdi s velikom arapskom i manjom asirskom manjinom. Grad je cestovno povezan s Tell Beydarom na jugu. Dana 22. srpnja 2012., za vrijeme rata u Siriji, snage YPG-a, kurdske vojske u Siriji, preuzele su kontrolu nad gradom, nakon što su se snage sirijske vlade, nakon ultimatuma YPG-a, povukle iz grada. Grad je bio pod kurdskom kontrolom sve dok se u listopadu 2019. kurdske snage nisu povukle, u sklopu Sporazuma o drugoj zaštitnoj zoni Sjeverne Sirije, a grad su prepustili vojnom nadzoru sirijske vojske.